# Борис Чолпанов
Борис Стоев Чолпанов е български генералщабен офицер, военен историк, писател, публицист, журналист и редактор на историческа литература. Публикува в списание „Български воин“. Член е на авторския колектив ма многотомната История на България и консултант на игрални („Героите на Шипка“) (1956) и документални филми.

## Биография
Родът му произхожда от Копривщица от родовете Каравелови и Каблешкови. Завършва гимназия. Участва във войната срещу Третия Райх 1944 – 1945 г., като командир на танкова рота. Учи в Школа за запасни офицери, след което следва във Военната академия „Георги Раковски“, която завършва през 1949 Г. След това е командир и преподавател в Оперативното командване на Генералния щаб на Българската народна армия. По-късно работи като главен уредник във Военноисторическия музей и Националния исторически музей, като редактор в Издателството на Отечествения фронт и Военното издателство. Излиза в редовете на офицерите от запаса с чин полковник.

## Награди
За разнообразната си военна дейност и многобройните му публикации на родолюбиви теми е награждаван с редица отличия. Носитил е на:
- Орден Св, св Кирил и Методий;
- „Златно перо“ и почетен знак на Съюза на българските журналисти;
- Почетен знак на Съюза на учените в България;
- Златна значка на Министерството на отбранаата.
- Орден „За храброст“;[1]
- Орден „Червено знаме“;[1]
- Орден „1300 години България“[1]

## Издадени трудове
- Чолпанов, Борис. Александър Македонски.   София, Държавно военно издателство, 1964. с. 166.
- Чолпанов, Борис. Тревога – танкове!.   София, Държавно военно издателство, 1965. с. 174.
- Чолпанов, Борис. Дравската епопея.   София, Отечествен фронт, 1965. с. 74.
- Чолпанов, Борис. Походът през Балкана.   София, Отечествен фронт, 1967. с. 73.
- Чолпанов, Борис, Васил Гюзелев, Симеон Митев. Бележити българи: 1396-1878.   София, Държавно военно издателство, 1968. с. 631.
- Чолпанов, Борис. Суворов.   София, Държавно военно издателство, 1968. с. 140.
- Чолпанов, Борис. И стоманата гореше.   София, Държавно военно издателство, 1968. с. 294.
- Чолпанов, Борис. Мечът на свободата.   София, Български художник, 1969. с. 60.
- Чолпанов, Борис. Безсмъртна епопея.   София, Държавно военно издателство, 1969. с. 80.
- Чолпанов, Борис. И ний сме дали нещо на света.   София, Отечествен фронт, 1972. с. 281.
- Чолпанов, Борис. Векове от слава. Том 1 – 2.   София, Държавно военно издателство, 1976. с. 804.
- Чолпанов, Борис. България през вековете. България днес. В слово, документи, снимки.   София, Държавно военно издателство, 1981. с. 470.
- Чолпанов, Борис. Славата на България.   София, Държавно военно издателство, 1985. с. 366.
- Чолпанов, Борис. Каменните щитове.   София, Държавно военно издателство, 1989. с. 295.
- Ангелов, Димитър, Борис, Чолпанов. Българска военна история. От втората четвърт на X до втората половина на XV в.   София, БАН, 1989. с. 314.
- Чолпанов, Борис. Земя на световен кръстопът.   София, БАН, 1993. с. 165.
- Чолпанов, Борис. По бойните полета на войната срещу хитлеристка Германия 1944 – 1945.   София, МНО, 1995. с. 105.
- Чолпанов, Борис. Звездни мигове в българското минало. Българският принос в световната цивилизация през Античността и Средновековието.   София, АИ „Проф. Марин Дринов“, Тангра ТанНакРа, 2000. с. 332.